# Chrysosoma sigmatinerve
Chrysosoma sigmatinerve är en tvåvingeart som beskrevs av Octave Parent 1937. Chrysosoma sigmatinerve ingår i släktet Chrysosoma och familjen styltflugor. Inga underarter finns listade i Catalogue of Life.